# Порівняння правописів української мови
Основна стаття: Український правопис
| Звук та відповідна літера сучасної абетки                      | «Грамматіки славєнскиѧ правилноє Сѵ́нтаґма» М. Смотрицького, 1619 р.        | «Гражданський шрифт», 1708 р. | Правопис І. Котляревського | «Граматика малоросійського наріччя» О. Павловського, 1818 р.             | Максимовичівка, 1827 р. | Правопис часопису «Русалка Днѣстровая», 1837 р.                                                                     | Абетка М. Гатцука, 1860 р.                                                                               | Правопис Т. Шевченка, зокрема в «Букварі южнорусськім», 1861 р.                    | Кулішівка, 1856 р.                                      | Зміни до кулішівки П. Житецького та К. Михальчука, «Записки Південно-Західного відділення Російського географічного товариства», 1874—75 р.р. | Ярижка, 1876—1905 р.р.              | Драгоманівка (герцеговинка), кін. XIX ст.           | Правопис «Малоруско-нїмецкого словаря» (желехівка) Є. Желехівського та С. Недільського, 1886 р.                            | Орфографія Б. Грінченка (грінченківка) у «Словарі української мови», 1907—09 р.р.          | Один із варіантів латинки (рішення № 9 комісії з питань правничої термінології, спрощена система, протокол № 2 від 19.04.1996 р.) | Латинка Йосефа Їречека (Latynka Josefa Jirečeka)                                                  |
| [ɑ] — а                                                        |                                                                            |                               | |                                                                          | | | |                                                                                    |                                                         | |                                     |                                                     | |                                                                                            | a | a                                                                                                 |
| [b] — б                                                        |                                                                            |                               | |                                                                          | | | |                                                                                    |                                                         | |                                     |                                                     | |                                                                                            | b | b                                                                                                 |
| [w] / [ѵ] — в                                                  |                                                                            |                               | |                                                                          | | | літера у҄ : у҄сю ручку (всю ручку)                                                                         |                                                                                    |                                                         | |                                     |                                                     | |                                                                                            | v | v                                                                                                 |
| [ɦ] — г                                                        |                                                                            |                               | |                                                                          | | | |                                                                                    |                                                         | |                                     |                                                     | |                                                                                            | h, gh | h                                                                                                 |
| [ɡ] — ґ                                                        | літера ґ: фѣґура (фігура)                                                  | літера г                      | | диграф кг: кгрунтъ (ґрунт)                                               | | літера г: грунт (ґрунт)                                                                                             | літера г                                                                                                 | літера г: дзигари (дзиґарі)                                                        | літера g: дзиgа (дзиґа)                                 | диграф кг: кгрунт (ґрунт) |                                     |                                                     | як у сучасному правописі                                                                                                   |                                                                                            | g | g                                                                                                 |
| [d] — д                                                        |                                                                            |                               | |                                                                          | | | |                                                                                    |                                                         | |                                     |                                                     | |                                                                                            | d | d                                                                                                 |
| [dʲ] — дь                                                      |                                                                            |                               | |                                                                          | | | літера з титлом д҄                                                                                        |                                                                                    |                                                         | |                                     |                                                     | |                                                                                            | d | ď                                                                                                 |
| [ɟː] — пом'якшена дд                                           |                                                                            |                               | |                                                                          | | | |                                                                                    |                                                         | |                                     | завжди ддь                                          | одна літера д |                                                                                            | dd |                                                                                                   |
| [d͡ʒ] — дж                                                      | диграф дж                                                                  |                               | | диграф дж                                                                | | літера џ : розраџає (розраджає)                                                                                     | |                                                                                    |                                                         | |                                     |                                                     | |                                                                                            | dzh | dž                                                                                                |
| [d͡z] — дз                                                      | диграф дз                                                                  |                               | | диграф дз                                                                | | | |                                                                                    |                                                         | |                                     | у деяких варіантах драгоманівки — літера s          | |                                                                                            | dz | dz                                                                                                |
| [d͡zʲ] — дзь                                                    |                                                                            |                               | |                                                                          | | | |                                                                                    |                                                         | |                                     |                                                     | |                                                                                            | dz | dź                                                                                                |
| [ɛ] — е                                                        |                                                                            |                               | літера э на початку слова / після голосних, літери е / и після приголосних: эолъ (еол), поэтъ (поет), теперъ (тепер), минѣ (мені) | літери ы / е: чырвоный (червоний), очеретъ (очерет)                      | літера є, на початку слова іноді э: жєньци (женці) | літери и / е: почали (почали), лебонь (либонь)                                                                      | літера є: вєчир (вечір)                                                                                  | літери е, и, ы: тиче (тече), ныначе (неначе)                                       | літери е / и: друже (друже), пиромъ (перо́м)             | | літера е: не чуе (не чує)           |                                                     | як у сучасному правописі                                                                                                   |                                                                                            | e | e                                                                                                 |
| [jɛ] — є                                                       |                                                                            |                               | літера е: мое (моє) | літера ѣ : маѣшъ (маєш)                                                  | літера е: збирае (збирає) | уперше літера є: почуєш                                                                                             | літера є́ : має́ (має)                                                                                     | після голосних — літера е, після м'яких приголосних — ѣ : твое (твоє), синѣ (синє) | літера е: попивае (попиває)                             | літера є: має | літера е: не чуе (не чує)           | диграфи jе / ье: сподіваjетцьа (сподівається)       | як у сучасному правописі                                                                                                   |                                                                                            | ye, ie: Yenakiieve (Єнакієве) | je/ 'e (majetok, navčańe)                                                                         |
| [ʒ] — ж                                                        |                                                                            |                               | |                                                                          | | | |                                                                                    |                                                         | |                                     |                                                     | |                                                                                            | zh | ž                                                                                                 |
| [ʒʲː] — пом'якшена жж                                          |                                                                            |                               | |                                                                          | | | |                                                                                    |                                                         | |                                     | завжди жжь                                          | одна літера ж |                                                                                            | zhzh |                                                                                                   |
| [z] — з                                                        |                                                                            |                               | паралельно префікси роз- / рос-, прийменники зъ / съ: зъ неи (з неї), съ кварты (з кварти)                                        | паралельно прийменники зъ / съ: зъ воломъ (з волом), съ конемъ (з конем) | | | |                                                                                    |                                                         | |                                     |                                                     | |                                                                                            | z | z                                                                                                 |
| [zʲ] — зь                                                      |                                                                            |                               | |                                                                          | | | літера з титлом з҄                                                                                        |                                                                                    |                                                         | |                                     |                                                     | |                                                                                            | z | ź                                                                                                 |
| [zʲː] — пом'якшена зз                                          |                                                                            |                               | |                                                                          | | | |                                                                                    |                                                         | |                                     | завжди ззь                                          | одна літера з |                                                                                            | zz |                                                                                                   |
| [ɪ] — и                                                        | чергування и / ы: другий / другый (другий)                                 |                               | літери и, і, ы: великій (великий), сынъ (син)                                                                                     | літери ы, и, е: підняты (підняти), називаю (називаю), шепшина (шипшина)  | літери ы / и (літера ы — за традицією): мы ходили (ми ходили), сынъ (син), сила (сила) | | | літери и, ы, е: думы (думи), тыхенько (тихенько), вешневий (вишневий)              | літери и / е: вимие (вимиє), задзвонемо (задзвонимо)    | | літера ы, після шиплячих — ы, и, і  |                                                     | як у сучасному правописі                                                                                                   | у великій групі слів — початкова и: идол (ідол), ижиця (іжиця), индик (індик), иржа (іржа) | y | y                                                                                                 |
| [ɪ] — ы                                                        |                                                                            |                               | |                                                                          | | вперше вилучено | |                                                                                    |                                                         | |                                     |                                                     | вилучено |                                                                                            | |                                                                                                   |
| [i] — і                                                        | етимологічне ѣ : фѣґура (фігура)                                           |                               | літери ѣ, и, і : лѣто (літо), жинка (жінка), твій (твій)                                                                          | лише літера і: гомінъ (гомін)                                            | залежно від етимології літери ô, ê, û, ѣ : нôсъ (ніс), пêчъ (піч), добрû (добрі), снѣvъ (снів), у закінченні прикметників твердої групи в називному відмінку множини на позначення [i] вживаються ы / ыи: прекрасны (прекрасні), добрыи (добрії) | якщо походив від [о] й [е] — позначався як і, якщо походив від ѣ — позначався як ѣ : рідна (рідна), недѣля (неділя) | | літера и, перед голосними — літера і: идучи (ідучи), патріот (патріот)             | завжди і: стілъ (стіл), попіл (попіл), моіх (моїх)      | | літери и / і (перед голосними та й) |                                                     | літера і, перед з, с, д, т, н, л, ц, якщо етимологічно походив від [е] / [ѣ] — літера ї: поділ, принїс (приніс), лїс (ліс) | після м'яких приголосних — лише і, а не ї                                                  | i | i                                                                                                 |
| [ji] — ї                                                       |                                                                            |                               | найчастіше як ѣ, рідше як и / е : ѣжакъ (їжак), ии (її)                                                                           |                                                                          | | літера ѣ : кроѣла (кроїла)                                                                                          | літера í : церкоу҄ноí (церковної)                                                                         | літери и / і: ихъ (їх), моій (моїй)                                                | літера і: Вкраіна (Вкраїна), моіх (моїх), тихоі (тихої) | літера ї: їсти | літера і                            | диграф jі: Украjіна (Україна)                       | як у сучасному правописі                                                                                                   |                                                                                            | yi, I, 'i : Yizhakevych (Їжакевич), Kadiivka (Кадіївка)                                                                           | ji                                                                                                |
| [j] — й                                                        | введено й                                                                  |                               | |                                                                          | | | літери ȕ, ȁ, ȉ, ȅ (також для у, ю, ѧ) для сучасних уй, ай, ій, ей, уй, юй, яй: першȕ (перший), тȁ (та й) |                                                                                    |                                                         | |                                     | літера j: свьатиј (святий)                          | |                                                                                            | y, i | j                                                                                                 |
| [jɔ] — йо / ьо                                                 |                                                                            |                               | диграфя іо: іому (йому), тріома (трьома)                                                                                          | диграфя іо: у іого (у нього)                                             | літера ё: ёго (його), сёго (сього / цього) | вперше диграфи йо, ьо: його, сьогодні                                                                               | літера ô : важко ôму (важко йому)                                                                        | літера ё або диграф йо: ёго (його), слёзы / слйози (сльози)                        | літера ё: ёго (його), лёнъ (льон)                       | літера ё, м'якість приголосного перед [о] — ьо: ёго (його), трьох                                                                             | диграф іо: сліозы (сльози)          | диграфи jo / ьо: сльоза                             | як у сучасному правописі                                                                                                   |                                                                                            | yo, 'o | jo / 'o (johurt, sľozy)                                                                           |
| [k] — к                                                        |                                                                            |                               | |                                                                          | | | |                                                                                    |                                                         | |                                     |                                                     | |                                                                                            | k | k                                                                                                 |
| [l] — л                                                        |                                                                            |                               | |                                                                          | | | |                                                                                    |                                                         | |                                     |                                                     | в іншомовних словах — м'який л: кляса (клас), блюза (блуза)                                                                |                                                                                            | l | l                                                                                                 |
| [lʲ] — ль                                                      |                                                                            |                               | |                                                                          | | | літера з титлом л҄                                                                                        |                                                                                    |                                                         | |                                     |                                                     | |                                                                                            | l | ľ; pered nastupnoju pryholosnoju abo v kinci slova l                                              |
| [ʎː] — пом'якшена лл                                           |                                                                            |                               | |                                                                          | подовжена вимова на письмі не передавалася: бездѣлье (безділля, неробство) | подовжена вимова на письмі не передавалася: зѣля (зілля)                                                            | |                                                                                    | подвійне л: весіллє (весілля)                           | |                                     | завжди лль                                          | одна л: зїлє (зілля) |                                                                                            | ll | odna litera ľ (vesiľe, ziľe)                                                                      |
| [m] — м                                                        |                                                                            |                               | |                                                                          | | | |                                                                                    |                                                         | |                                     |                                                     | |                                                                                            | m | m                                                                                                 |
| [n] — н                                                        |                                                                            |                               | |                                                                          | | | |                                                                                    |                                                         | |                                     |                                                     | |                                                                                            | n | n                                                                                                 |
| [nʲ] — нь                                                      |                                                                            |                               | |                                                                          | | | літера з титлом н҄                                                                                        |                                                                                    |                                                         | |                                     |                                                     | |                                                                                            | n | ń                                                                                                 |
| [ɲː] — пом'якшена нн                                           |                                                                            |                               | |                                                                          | | | |                                                                                    |                                                         | |                                     | завжди ннь                                          | одна літера н: знанє (знання)                                                                                              |                                                                                            | nn | odna litera ń (znańe)                                                                             |
| [ɔ] — о                                                        |                                                                            |                               | |                                                                          | | | |                                                                                    |                                                         | |                                     |                                                     | |                                                                                            | o | o                                                                                                 |
| [p] — п                                                        |                                                                            |                               | |                                                                          | | | |                                                                                    |                                                         | |                                     |                                                     | |                                                                                            | p | p                                                                                                 |
| [r] — р                                                        |                                                                            |                               | |                                                                          | | | |                                                                                    |                                                         | |                                     |                                                     | |                                                                                            | r | r                                                                                                 |
| [rʲ] — рь                                                      |                                                                            |                               | |                                                                          | | | літера з титлом р҄                                                                                        |                                                                                    |                                                         | |                                     |                                                     | |                                                                                            | r | abeceda skladala śa na osnovi halyckoji literaturnoji movy XIX stoliťa, jaka ne mala danoho zvuka |
| [s] — с                                                        |                                                                            |                               | |                                                                          | | | |                                                                                    |                                                         | |                                     |                                                     | |                                                                                            | s | s                                                                                                 |
| [sʲ] — сь                                                      |                                                                            |                               | |                                                                          | | | літера з титлом с҄                                                                                        |                                                                                    |                                                         | |                                     |                                                     | |                                                                                            | s | ś                                                                                                 |
| [sʲː] — пом'якшена сс                                          |                                                                            |                               | літеросполучення сь + йотована голосна: волосья (волосся)                                                                         |                                                                          | | | |                                                                                    |                                                         | |                                     | завжди ссь                                          | одна літера с |                                                                                            | ss |                                                                                                   |
| [t] — т                                                        |                                                                            |                               | |                                                                          | | | |                                                                                    |                                                         | |                                     |                                                     | |                                                                                            | t | t                                                                                                 |
| [tʲ] — ть                                                      |                                                                            |                               | |                                                                          | | | літера з титлом т҄                                                                                        |                                                                                    |                                                         | |                                     |                                                     | |                                                                                            | t | ť                                                                                                 |
| [cː] — пом'якшена тт                                           |                                                                            |                               | |                                                                          | | | |                                                                                    |                                                         | |                                     | завжди тть: завзяттьа (завзяття)                    | одна літера т: житє (життя)                                                                                                |                                                                                            | tt: Zakarpattia (Закарпаття) | odna litera ť (Zakarpaťe)                                                                         |
| [u] — у                                                        |                                                                            |                               | |                                                                          | | | |                                                                                    |                                                         | |                                     |                                                     | |                                                                                            | u | u                                                                                                 |
| [u̯] — в / у                                                    | чергування у / в: урядъ / врядъ (уряд)                                     |                               | |                                                                          | у кінці складу літера ў : ходиў (ходив), іноді дієслова у формі чоловічого роду однини минулого часу зберігали на письмі давнє закінчення -лъ: ходилъ, читалъ                                                                                    | літера ў : порубаў (порубав)                                                                                        | |                                                                                    |                                                         | |                                     |                                                     | |                                                                                            | v / u | v / u                                                                                             |
| [f] — ф                                                        |                                                                            |                               | |                                                                          | | | |                                                                                    |                                                         | |                                     |                                                     | |                                                                                            | f | f                                                                                                 |
| [x] — х                                                        |                                                                            |                               | |                                                                          | | | |                                                                                    |                                                         | |                                     |                                                     | |                                                                                            | kh | ch                                                                                                |
| [t͡s] — ц                                                       |                                                                            |                               | |                                                                          | | | |                                                                                    |                                                         | |                                     |                                                     | |                                                                                            | ts | c                                                                                                 |
| [t͡sʲː] — пом'якшена цц                                         |                                                                            |                               | |                                                                          | | | |                                                                                    |                                                         | |                                     | завжди цць                                          | одна літера ц |                                                                                            | tsts |                                                                                                   |
| [t͡sʲ] — ць                                                     |                                                                            |                               | |                                                                          | | | літера з титлом ц҄                                                                                        |                                                                                    |                                                         | |                                     |                                                     | |                                                                                            | ts | ć                                                                                                 |
| [t͡ʃ] — ч                                                       |                                                                            |                               | |                                                                          | | | |                                                                                    |                                                         | |                                     |                                                     | |                                                                                            | ch | č                                                                                                 |
| [t͡ʃʲː] — пом'якшена чч                                         |                                                                            |                               | |                                                                          | | | |                                                                                    |                                                         | |                                     | завжди ччь                                          | одна літера ч |                                                                                            | chch |                                                                                                   |
| [ʃ] — ш                                                        |                                                                            |                               | |                                                                          | | | |                                                                                    |                                                         | |                                     |                                                     | |                                                                                            | sh | š                                                                                                 |
| [ʃʲː] — пом'якшена шш                                          |                                                                            |                               | |                                                                          | | | |                                                                                    |                                                         | |                                     | завжди шшь                                          | одна літера ш |                                                                                            | shsh |                                                                                                   |
| [ʃt͡ʃ] — щ                                                      |                                                                            |                               | |                                                                          | диграф сч: счобъ (щоб) | | |                                                                                    |                                                         | |                                     | диграф шч: шчука (щука)                             | |                                                                                            | sch | šč                                                                                                |
| ь у більшості позицій                                          | ь                                                                          | ь                             | ь | ь                                                                        | | | ҄ титло: тїл҄ки (тільки)                                                                                   |                                                                                    |                                                         | |                                     |                                                     | | ь                                                                                          | Ø | ' abo ˇ (ća, ńe, śu, źo ale ďa, ľe, ťo)                                                           |
| ь після кінцевої шиплячої, губної приголосної та «р» — зараз Ø | чергування ь / ъ: пишешь / пишешъ (пишеш)                                  |                               | |                                                                          | | | |                                                                                    |                                                         | |                                     |                                                     | | Написання «рь» наприкінці слова                                                            | |                                                                                                   |
| ь у словах світ, свято                                         |                                                                            |                               | |                                                                          | | | |                                                                                    |                                                         | |                                     |                                                     | з літерою ь: сьвіт (світ), сьвято (свято)                                                                                  |                                                                                            | |                                                                                                   |
| [ju] — ю                                                       |                                                                            |                               | |                                                                          | | | |                                                                                    |                                                         | |                                     | диграфи jу / ьу: в ріднім краjу (у ріднім краю)     | |                                                                                            | yu, iu: Yurii (Юрій), Kriukivka (Крюківка)                                                                                        | ju / 'u                                                                                           |
| [jɑ] — я                                                       |                                                                            |                               | |                                                                          | | | літера ѧ                                                                                                 |                                                                                    | літера є в іменниках середнього роду: щастє (щастя)     | |                                     | диграфи jа /ьа : јаблуко (яблуко), свьатиј (святий) | |                                                                                            | ya, ia | ja / 'a                                                                                           |
| апостроф                                                       |                                                                            |                               | літери ъ та ь: зъѣвъ (з'їв), напьявсь (нап'явсь)                                                                                  |                                                                          | не вживається: позавязовани (позав'язувані) | на письмі не позначався — бю (б'ю)                                                                                  | ' — м'яка зупинка                                                                                        |                                                                                    | літери ъ / ь: семьі (сім'ї), разъединила (роз'єднала)   | |                                     | літера j: відобjетцьа (відіб'ється)                 | вперше введено | апостроф систематично після губних приголосних перед є, ї, я, ю                            | | vidsutnij                                                                                         |
| ъ після кінцевого приголосного — зараз Ø                       |                                                                            |                               | завжди ъ: бувъ (був) | завжди ъ: Чмыръ (Чмир)                                                   | завжди ъ: изъ (із) | вилучено | v — важка зупинка                                                                                        | завжди ъ: ихъ (їх)                                                                 | завжди ъ: безъ пана (без пана)                          | вилучено | найчастіше писався                  |                                                     | вилучено |                                                                                            | |                                                                                                   |
| ѣ — зараз здебільшого і                                        |                                                                            |                               | | лише літера і: гомінъ (гомін)                                            | літера ѣ позначала звук [і]: снѣгъ (сніг), бѣдный (бідний) | якщо звук [i] походив від ѣ, літера ѣ зберігалася: недѣля (неділя)                                                  | |                                                                                    |                                                         | | літера ѣ для звуку [i]              |                                                     | вилучено |                                                                                            | |                                                                                                   |
| спрощення у групах приголосних стн — зараз сн                  | чергування спрощеної / повної групи приголосних: честний / чесний (чесний) |                               | |                                                                          | | | |                                                                                    |                                                         | |                                     |                                                     | |                                                                                            | |                                                                                                   |
| етимологічне [т'с'а] — зараз -ться                             |                                                                            |                               | -тся, -ться або -тця: дадуться (дадуться), остатця (остаться / залишитися)                                                        | -цьця: быцьця (биться / битися)                                          | | -т-ся: бют-ся (б'ються)                                                                                             | | -ця, -тця, -тся: дивиця / дивитця (дивиться), радуются (радуються)                 | -тьця, -тця: вертаютьця (вертаються)                    | |                                     | ‑тцьа: усміхнетцьа (усміхнеться)                    | -тця, -цця: зоветця (зветься), робицця (робиться)                                                                          |                                                                                            | | -ť śa (dyvyť śa) častka «śa» zavždy vžyvajeť śa okremo                                            |
| звукосполучення [чц'і] — зараз -чці                            |                                                                            |                               | -ццѣ : боляццѣ (болячці) | -цьці: печуроцьці (печурочці / печічці)                                  | | -чцѣ : дочцѣ (дочці)                                                                                                | | -ці, -цці: вкупоці (укупочці), колисоцці (колисочці)                               |                                                         | |                                     |                                                     | |                                                                                            | | -čci                                                                                              |
| етимологічне [шс'я] — зараз шся                                |                                                                            |                               | | -сься: засміѣсься (засмієшся)                                            | | -ся / -шся: вибераєся (вибираєшся), напєшся (нап'єшся)                                                              | | -ся, -сся: умыеся (умиєшся), подинесся (подінешся)                                 | -шся, -сся: одібъешся (одіб'єшся)                       | | -сся: поденесся (подінешся)         |                                                     | |                                                                                            | | -š śa (zasmiješ śa) častka «śa» zavždy vžyvajeť śa okremo                                         |
| етимологічне [тч] — зараз тч                                   |                                                                            |                               | |                                                                          | | | |                                                                                    |                                                         | |                                     |                                                     | -ч- : квічали (квітчали)                                                                                                   |                                                                                            | | tč                                                                                                |
| ѥ                                                              |                                                                            | вилучено                      | |                                                                          | | | |                                                                                    |                                                         | |                                     |                                                     | |                                                                                            | |                                                                                                   |
| s                                                              |                                                                            | вилучено                      | |                                                                          | | | |                                                                                    |                                                         | |                                     |                                                     | |                                                                                            | |                                                                                                   |
| ω — зараз здебільшого о / і                                    |                                                                            | вилучено                      | |                                                                          | | | |                                                                                    |                                                         | |                                     |                                                     | |                                                                                            | |                                                                                                   |
| ѫ — зараз здебільшого у                                        |                                                                            | вилучено                      | |                                                                          | | | |                                                                                    |                                                         | |                                     |                                                     | |                                                                                            | |                                                                                                   |
| ѱ — зараз пс                                                   |                                                                            | вилучено                      | |                                                                          | | | |                                                                                    |                                                         | |                                     |                                                     | |                                                                                            | |                                                                                                   |
| ѯ — зараз кс                                                   |                                                                            | вилучено                      | |                                                                          | | | |                                                                                    |                                                         | |                                     |                                                     | |                                                                                            | |                                                                                                   |
| ѵ — зараз здебільшого і                                        |                                                                            | вилучено                      | |                                                                          | | | |                                                                                    |                                                         | |                                     |                                                     | |                                                                                            | |                                                                                                   |

1. ↑  Для відтворення -зг-.
2. ↑  У літеросполученні ьї.